# Minas Gerais
Minas Gerais je jedna od 26 država Brazila, druga po broju stanovnika, a četvrta po veličini u brazilskoj federaciji. Glavni grad je Belo Horizonte. Minas Gerais graniči s državama Bahia i Goiás na sjeveru, Mato Grosso do Sul na zapadu, São Paulo i Rio de Janeiro na jugu i državom Espírito Santo. Također, Minas Gerais graniči i s federalnim distriktom.

## Povijest
Minas Gerais su stvorili kolonisti u šesnaestom stoljeću, u potrazi za zlatom, a kasnije i dijamantima. Sam naziv Minas Gerais (skraćeno od Minas dos Matos Gerais), na portugalskom znači opći rudnici. Rudnici su doprinijeli razvoju unutrašnjosti i stvaranju nekoliko novih mjesta.
Prvi glavni grad i sjedište države je bilo mjesto Mariana, a poslije je prebačeno u mjesto Vila Rica do Ouro Preto. U drugom dijelu osamnaestog stoljeća Vila Rica do Ouro Preto je bila najveći grad u Brazilu,a također je imala i najviše stanovnika u obje Amerike. Euforična proizvodnja i iskopavanje dragog kamenja i zlata je počela opadati u drugoj polovini osamnaestog stoljeća, a zahtjevi portugalske krune za većim porezima, kulminirala je ustankom poznatim kao Zavjera Minasa (Minas Inconfidência), 1789. godine. Kada su rudnici potpuno presušili, krajem devetnaestog stoljeća, Vila Rica do Ouro Preto je izgubio na značaju. Kasnije je grad preimenovan u Ouro Preto i ostao glavni grad sve do stvaranja potpuno novog i planiranog grada Belo Horizontea, na početku 20. stoljeća.
Zlatna groznica je ostavila traga na mnogim gradovima u Minas Geraisu (Mariana, Ouro Preto, Diamantina, Sabará, Tiradentes i São João Del Rey). Relativna izolacija od europskog uticaja, kao i veliki dotok zlata i ostalih vrijednih minerala, pomogla je ljudima da razviju poseban stil u umjetnosti, poznat kao Baroko Mineiro (Barroco Mineiro). Najbolji primjeri Baroko Mineiroa, iz ovog perioda su bogato ukrašene crkve u kolonijalnim gradovima, sačuvani do danas kao muzeji. Najpoznatiji umjetnik tog razdoblja je Antônio Lisboa, poznat kao Aleijadinho. Njegove statue i slike su visoko cijenjene od strane stručnjaka kao najprofinjeniji umjetnički izraz izvan Europe, tog vremena. Zajedno s arhitekturom, i glazba je doživjela svoj vrhunac u Minas Geraisu, u 18. stoljeću. Zbog bogatstva, za koje se čulo na daleko, mnogi poznati glazbenici su dolazili iz Europe u Minas i osnivali svoje glazbene škole, čime je glazba ovih krajeva postala mnogo više nalik na klasičnu europsku glazbu od ostale brazilske glazbe.
Iako rudnici nisu bili toliko profitabilni, Minas Gerais je i dalje igrao glavnu ulogu u životu Brazila, u 19. stoljeću. Zahvaljujući političkom uticaju u Brazilu, Minas Gerais se othrvao od neizbježne propasti počevši uzgajati novi najveći izvozni proizvod Brazila - kavu. Jedno vrijeme, zahaljujući politici, jedino se u Minas Geraisu mogla proizvoditi kava, čime su stekli početnu prednost u odnosu na ostatak Brazila. Ova kava i danas,u Europi, slovi za najbolju kavu.

## Zemljopis
U Minas Geraisu se nalaze izvori skoro svih velikih rijeka Brazila (osim Amazone), a najpoznatije su São Francisco, Paraná i rijeka Doce. U državi se, također, nalaze i neke od najvećih hidroelektrana, uključujući i Furnas, hidroelektranu na rijeci Rio Grande. Neki od najvećih planinskih vrhova se također nalaze u Minas Geraisu, naročito na jugu države, a najupečatljivija planina je Pico da Bandeira, treći vrh po visini, u Brazilu na 2890 metara nadmorske visine. Država ima ogromne rezerve željeza, velike rezerve zlata i dragog kamenja, uključujući tu smaragd, topaz i akvamarin.
Kako je Minas Gerais raznolika država, svaka regija države posjeduje neke svoje geografske posebnosti.
- središnji i istočni dio države je brdovit, s malo vegetacije na planinama. U okolici mjesta Sete Lagoas je tipična krška topografija s dolomitskim stijenama, pećinama i jezerima. Neka brda u ovoj regiji su u potpunosti ruda željeza, što je zbog veoma izražene rudarske industrije dovelo do ekoloških problema. Istočno od Belo Horizontea, nalazi se čelična dolina (Vale do Aço) i grad Ipatinga. U ovoj dolini se nalazi veliki broj poduzeća za proizvodnju čelika. Danak ovakve industrijalizacije su platile šume, koje su praktično nestale u ovoj regiji.
- južni dio države je brdovit i zelen. Ovo je područje u kojoj se uzgaja poznata minas kava i u kojoj se proizvodi mlijeko. Ovaj dio države je hladniji od ostatka i u nekim krajevima se temperatura zimi može spustiti i ispod nule. Ovaj je kraj također poznat po izvorima mineralnih voda.
- jugoistok države se naziva i Zona da Mata, odnosno zona šume, to je nekada je bila najbogatija regija, do početka industrijalizacije, sredinom dvadesetog stoljeća. Trenutno je samo najveći grad ove regije, Juiz de Fora važniji industrijski centar.
- zapad Minas Geraisa, pozat kao "Triângulo Mineiro" (znači Minasov Trokut zbog svog geografskog oblika), se sastoji od specifičnog tipa savane, poznate kao Cerrado. Prvobitno su ovu regiju naselili rančeri, a i danas je stočarstvo najbitnija ekonomska grana u regiji. Osim stočarstva, od devedesetih godina dvadesetog stoljeća, počelo se s intenzivnom proizvodnjom soje. Veći gradovi u ovoj regiji su Uberlândia i Uberaba.
- Na sjeveru države se nalaze sušna područja. Navodnjavanja rijekom São Francisco, koja su počela zadnjih godina, donijela su rezultate u poljoprivredi, ali i dalje je ovo daleko najsiromašniji dio Minas Geraisa. U ovom kraju su se nalazili (sada presušeni) rudnici dijamanata. Veći gradovi u ovoj regiji su Montes Claros, Governador Valadares i Teófilo Otoni.

## Kultura
Minas Gerais ili Profinjeni Brazil, zbog bogatstva, privlačio je mnoge umjetnike koji su ostavili svoj pečat, i stvorili od ove države najposebniju državu Brazila.
Narod je povučen, oprezan, tiho melanholičan, ali ipak gostoljubiv i srdačan. Ovo je jedna od najreligioznijih država i uz rimokatolike i evangeliste, prakticiraju se i spiritualističke afričke religije, najviše zbog Chica Xaviera, najveće brazilske spiritualističke ikone, koja je cijeli svoj život provela u Minas Geraisu.
Širom Brazila je poznata kuhinja Minas Gerais, koja najviše uključuje povrće i meso (najčešće svinjetinu i piletinu). Tradicionalna kuhinja podrazumijeva spremanje hrane na pećima na ugljen ili drvo u čeličnom posuđu. Tijesto se pravi od kukuruznog brašna ili brašna manioke, jer se žito koje su kolonisti uporno donosili nije nikada dobro primalo u ovim krajevima. Najpoznatije jelo je pão de queijo, odnosno rolnice sa sirom od brašna manioke, najčešće se servira uz doručak.
Minas Gerais je poznat izvan granica Brazila i po tome što je to država u kojoj je rođen Pelé, najbolji nogometaš svih vremena.

## Stanovništvo
- 53.6% bijelaca (većinom porijeklom, Portugalaca, ali ima i 2 milijuna Talijana, kao i manje grupe Nijemaca, Španjolaca, Arapa ...)
- 37.6% mulata (miješanog, najčešće europsko - afričkog porijekla)
- 7.8% crnaca, odnosno afro-Brazilaca
- 0.3% domorodaca, brazilskih indijanaca
- 0.1% azijata (najvećim dijelom japanskog porijekla)

Indijanci -Popis plemena: Abaeté, Aranân (Aranã), Ararü (Arary), Bakué, Boróro, Botocudo, Cachiné, Etwét (Ituêto), Goyaná (Guaianá do Pirapytá), Guarino, Guarulhos, Gut-Craque (Gutucrac), Kaingang, Karajá, Karapanaúyána, Kataguá, Kaxixó, Kayapó, Koropó, Kotoxó, Krenak, Kumanaxó, Makoni, Malalí, Manaxó, Mapaxó, Maxakali, Mekmek, Monoxó, Naknianúk, Nakrehé, Naque-namu, Naque-Nhepe, Okômoyána, Panhame, Panpân, Paraxín, Pataxó, Poten, Poütxá (Poyicá), Purí, Tembé, Tupiná, Tupinambá, Xakriabá, Yiporok (Giporoc).

## Gospodarstvo
Minas Gerais je najveći proizvođač mlijeka, kave i ruda. Kako ima dosta vodenog potencijala, Minas proizvodi i velike količine električne energije. Automobilska industrija je jaka također, Fiat i Mercedes imaju svoje tvornice u Minasu. Turizam nije ništa manje bitna gospodarska aktivnost. Kako se u državi nalazi mnogo povijesnih gradova koji su zadržali kolonijalni duh iz vremena zlatne groznice, kao što su Ouro Preto, Mariana, Sabará, Congonhas, Diamantina, Tiradentes, i Sao João del Rey. Osim povijesnih, tu su i gradovi poznati po ljekovitim izvorima, kao što su Araxá, Poços de Caldas, Lambari, Caxambu i drugi.
Gospodarska podjela države je ista kao i geografska, pa tako južni dio države (uz granicu s Rio de Janeirom i Sao Paulom) ima nekoliko industrijskih gradova ko što su Juiz de Fora, Varginha, Pouso Alegre, i Poços de Caldas, kao i Ipatinga (malo istočnije). Sjeveroistočna regija je najsiromašnija, ali Governador Valadares i Teófilo Otoni su gradovi u kojima se trguje dragim i poludragim kamenjem, kao što su topaz i safir. Središnji dio države (gdje se nalazi i glavni grad) posjeduje velike rezerve željeza i u manjoj mjeri zlata koje se i danas aktivno eksploatiraju. Zapad države ili "Triângulo Mineiro" je regija koja je malo rjeđe naseljena od ostatka države i trenutno je usredotočena na biotehnološka istraživanja u stočarstvu, proizvodnji soje i kukuruza.
Minas Gerais ima veliku populaciju imigranata, naročito u SAD-u. Boston je grad u kojem se nalazi najveći broj brazilskih imigranata iz Minas Geraisa.

## Zastava
Zastava države je jedna od najstarijih u Brazilu, koju su stvorili sami Brazilci. Republikanska Partija, koja je bila opozicija za vrijeme Brazilske carevine, je neslužbeno usvojila ovu zastavu kao zastavu države. Od 1946. godine, ona je i službeno zastava države Minas Gerais.
Rečenica Libertas quæ sera tamen koja stoji na zastavi predstavlja latinski moto koji u slobodnom prijevodu znači: Sloboda, bilo kada. Trokut predstavlja Sveto Trojstvo, kao i tri ideala francuske revolucije: Liberté, Egalité, Fraternité.
I same boje imaju revolucionarno značenje: bijela predstavlja želju za stvaranjem miroljubive nacije, bez bilo kakvih kolonijalnih institucija, a crvena simbolizira plamen slobode.

## Poveznice
- Dodatak:Popis općina u brazilskoj državi Minas Gerais

## Vanjske poveznice
- Minas Gerais na 3D globusu (Java)  Arhivirana inačica izvorne stranice od 11. ožujka 2007. (Wayback Machine)
- Službena stranica  Arhivirana inačica izvorne stranice od 23. lipnja 2014. (Wayback Machine)
- O Minas Geraisu
- Popis siteova o Minas Geraisu  Arhivirana inačica izvorne stranice od 4. kolovoza 2018. (Wayback Machine)